# Brooklyn station, eindpunt Kosmos
Brooklyn station, eindpunt Kosmos is het elfde stripalbum uit de Ravian-reeks. Het album is getekend door Jean-Claude Mézières met scenario van Pierre Christin. Het vormt samen met het voorgaande deel Halte Chatelet richting Cassiopeia en de navolgende delen Verschijningen op Inverloch en De banvloek van Hypsis een cyclus van vier verhalen over de nucleaire ramp die de aarde in de toekomst zal treffen.

## De verhalen
Ravian en Meneer Albert hebben ontdekt dat verkopers van buitenaardse technologie twee grote Multinationals hebben benaderd om hun waar aan de man te brengen en dat de eerdergenoemde verschijningen niet meer dan productdemonstraties waren. Laureline heeft ondertussen de bron van deze verschijningen vastgesteld: een viertal heilige objecten die door ruimtepiraten zijn gestolen van het volk dat ze geconstrueerd hadden. Laureline gaat achter deze piraten aan, maar ontdekt dat er nog grotere machten aan het werk zijn (deel 2).